# Sherman (Connecticut)
Sherman város az Amerikai Egyesült Államok Connecticut államában, Fairfield megyében. Lakosainak száma 3527 fő (2020. április 1.).

## Népesség
A település népességének változása:

| 2010 | 3 581 |
| 2020 | 3 527 |